# أوازيس أف أم

## اغلاقإذاعةأوازيس أف أم
أوازيس أف أم (بالفرنسية: Oasis FM) هي إذاعة خاصة تونسية جهوية ناطقة بالعربية تبث من ولاية قابس. بعثت في 29 ديسمبر 2011 بعد شهر من البث التجريبي. يقع مقرها في قابس قرب مقر الولاية. وهي تبث عبر موجة الآف آم على ولاية قابس وبعض مناطق التراب التونسي على. تملك الإذاعة إستديوهان واحد رسمي في قابس وأستوديو ثاني في تونس.
وأوقفت هيئة الإذاعة الوطنية الإذاعة في 13 تموز / يوليه 2018 بسبب عدم سداد الديون المستحقة عن طريق الراديو إلى الرقم الأخير .